# Charles Veillon (1809-1869)
Pour les articles homonymes, voir Charles Veillon (homonymie) et Veillon.
Charles Louis Albert Veillon, né le 12 septembre 1809 à Bex et mort le 23 mars 1869 à Lausanne, a été un avocat, député du Grand Conseil, conseiller d'État et colonel vaudois.
Il est le fils de François-Otto Veillon, négociant et juge, et de Jeanne-Louise de Loës, ainsi que le frère du colonel Frédéric Veillon. Il épouse Marie Jakob.
Après des études de droit à l'académie de Lausanne, il devient avocat en 1836 avant d'être nommé substitut du procureur général du canton de Vaud l'année suivante. Député au Grand Conseil vaudois entre 1836 et 1862, Charles Veillon est élu au gouvernement provisoire après la Révolution radicale de 1845, puis au Conseil d'État. Après la chute du gouvernement de Louis-Henri Delarageaz, auquel il est resté fidèle, il n'est pas réélu en 1862.
En parallèle, il poursuit une carrière militaire. Colonel fédéral de l'État-major général en 1847, il devient chef d'état-major de la 1re division durant la guerre du Sonderbund, colonel divisionnaire en 1856 puis Chef d'arme de l'infanterie vaudoise entre 1862 et 1869.
Un buste de Charles Veillon a été réalisé en 1872 par le sculpteur Eugène Grasset, et placé à l'entrée du château Saint-Maire en 1902.